# Allopathie
Allopathie is in de homeopathie jargon voor de reguliere geneeskunde. 

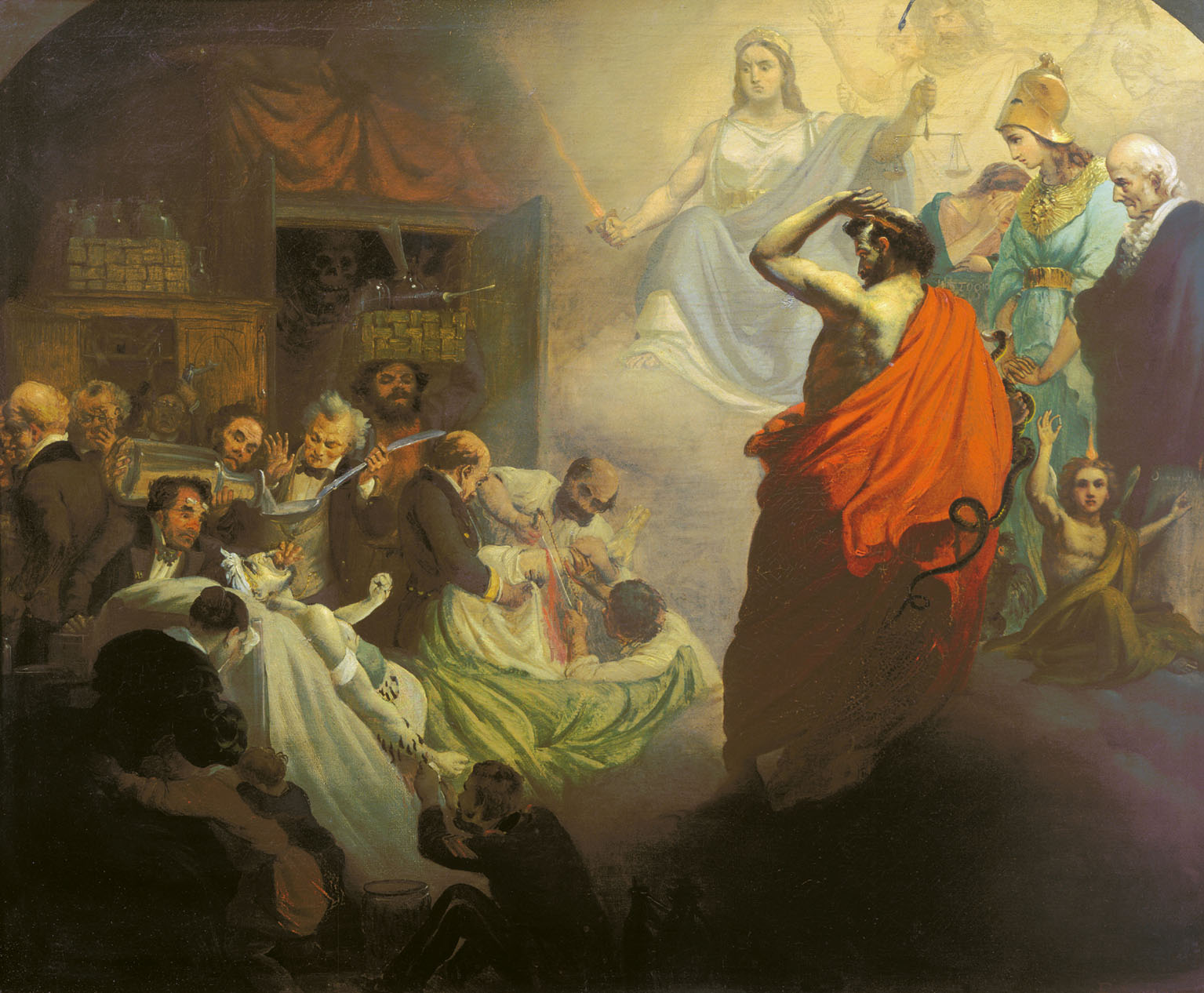
Homeopathie kijkt met afgrijzen naar de allopathie, een 19e-eeuws schilderij van de Rus Alexander Beydeman

## Achtergrond
De stam van het woord allopathie, het Griekse "allo", betekent verschillend en staat tegenover het "homeo", gelijk, uit het woord homeopathie.
De term werd voor het eerst gebruikt in de 19e eeuw door Samuel Hahnemann, de grondlegger van de homeopathie, die de term in negatieve zin gebruikte om de geneeskunde uit zijn tijd te beschrijven. In de visie van Samuel Hahnemann was het wezenlijke verschil tussen zijn homeopathie en de allopathie, dat de homeopathie middelen gebruikt die bij gezonde mensen diezelfde symptomen veroorzaken als de te bestrijden ziekteverschijnselen. In de allopathie is dat geen uitgangspunt. De term wordt in kringen van alternatieve behandelingsmethoden gebruikt om te verwijzen naar reguliere geneeskunde.  